# 大日方隆
大日方 隆（おびなた たかし、1960年10月22日 - ）は、日本の会計学者、東京大学教授。
長野県出身。長野県長野高等学校を経て、1985年東京大学経済学部卒業、1990年同大学院経済学研究科第2種博士課程単位取得退学、横浜国立大学経営学部講師となり、1991年助教授、1994年「企業会計における資本と利益」で博士（経済学）。1998年東京大学経済学研究科助教授、2007年准教授、2008年教授となる。2013年『利益率の持続性と平均回帰』で日経・経済図書文化賞受賞。

## 著書
- 『企業会計の資本と利益 名目資本維持と実現概念の研究』森山書店 1994
- 『アドバンスト財務会計 理論と実証分析』中央経済社 2007
- 『利益率の持続性と平均回帰』中央経済社 2013
- 『日本の会計基準』全３巻 中央経済社 2023

### 共編著
- 『実証会計学』石塚博司編 薄井彰,後藤雅敏,井上達男,河榮徳,須田一幸共著 中央経済社 2006
- 『戦略のパラドックスへの解 実践手法と業界別ケーススタディ』松下芳生,泊輝幸,佐瀬真人,高橋淳一,高橋俊成,細川敦邦,西川陽介共著 翔泳社 2008
- 『会計基準研究の原点』編著 中央経済社 2012
- 『金融危機と会計規制 公正価値測定の誤謬』編著 中央経済社 2012
- 『財務会計研究の回顧と展望』徳賀芳弘共編著 中央経済社 2013

## 論文
- 大日方隆